# Liste der Reptilien Aserbaidschans
Die Liste der Reptilien Aserbaidschans enthält alle in Aserbaidschan vorkommenden Reptilien bis auf Artebene. Insgesamt kommen 3 Ordnungen, 12 Familien, 31 Gattungen und 62 Arten vor.

## Schildkröten(Testudines)
- Familie: Neuwelt-Sumpfschildkröten (Emydidae)[1]
  - Gattung: Emys (Emys)[2]
    - Art: Europäische Sumpfschildkröte (Emys orbicularis);
      - Unterart: Persische Sumpfschildkröte (Emys orbicularis persica)
- Familie: Altwelt-Sumpfschildkröten (Geoemydidae)
  - Gattung: Bachschildkröten (Mauremys)
    - Art: Kaspische Bachschildkröte (Mauremys caspica);
- Familie: Landschildkröten (Testudinidae)
  - Gattung: Paläarktische Landschildkröten (Testudo)
    - Art: Maurische Landschildkröte (Testudo graeca);

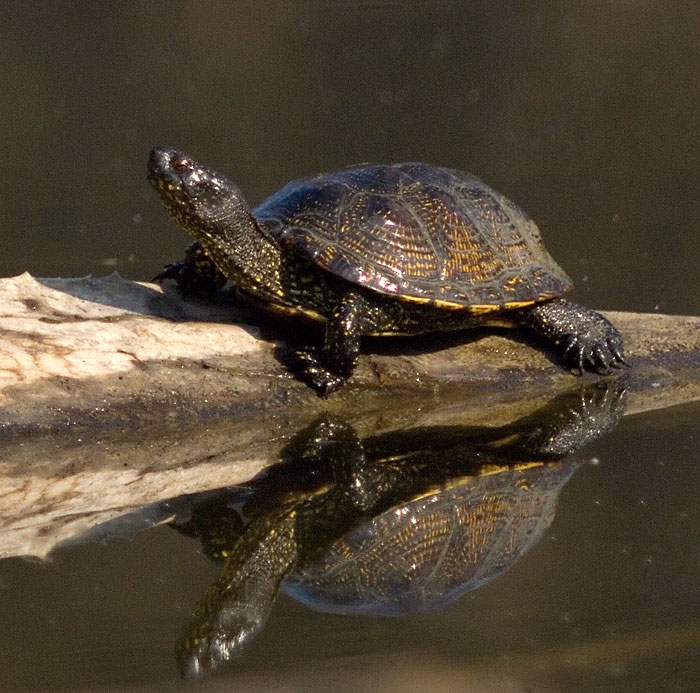
Europäische Sumpfschildkröte
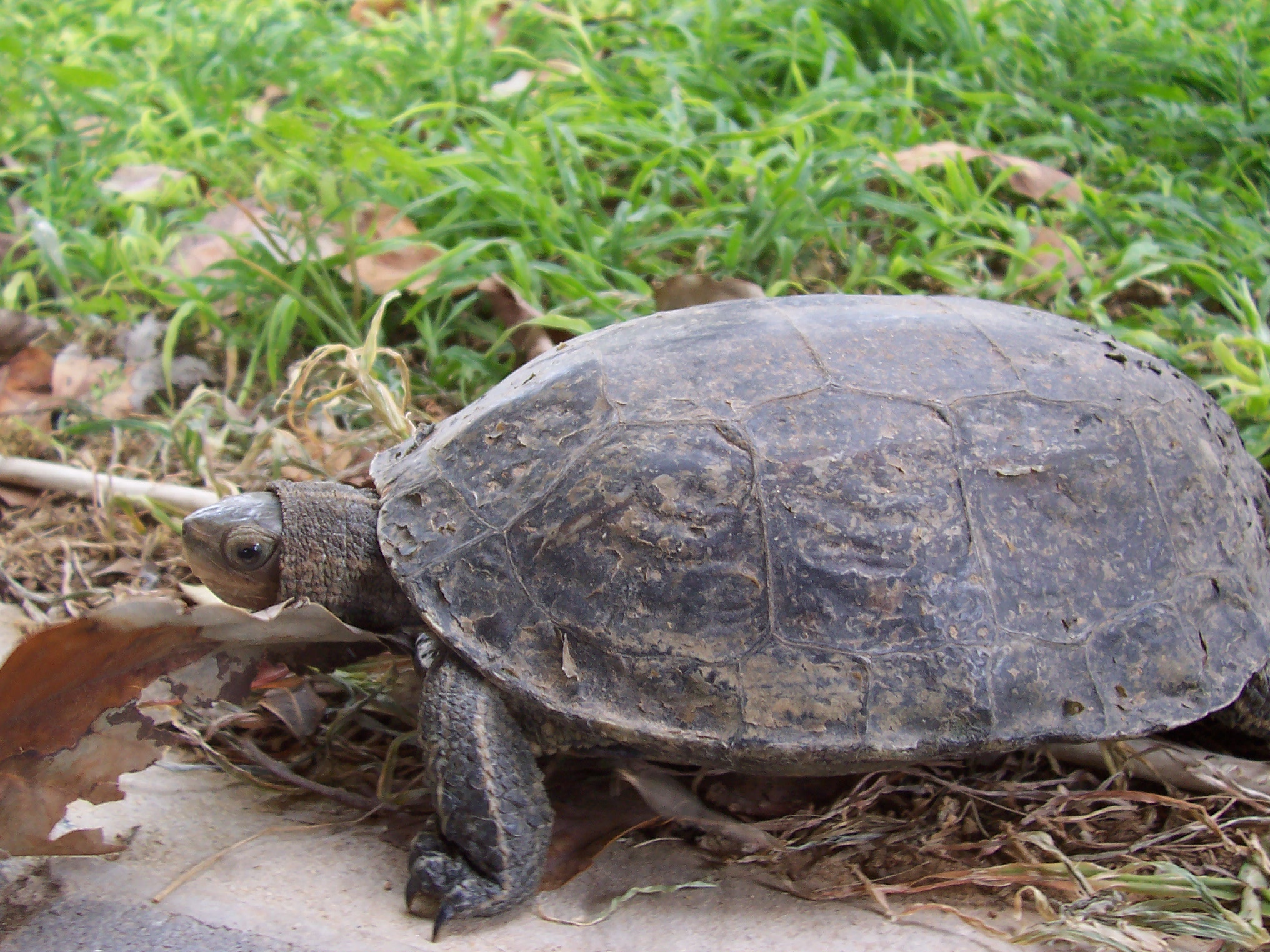
Kaspische Bachschildkröte
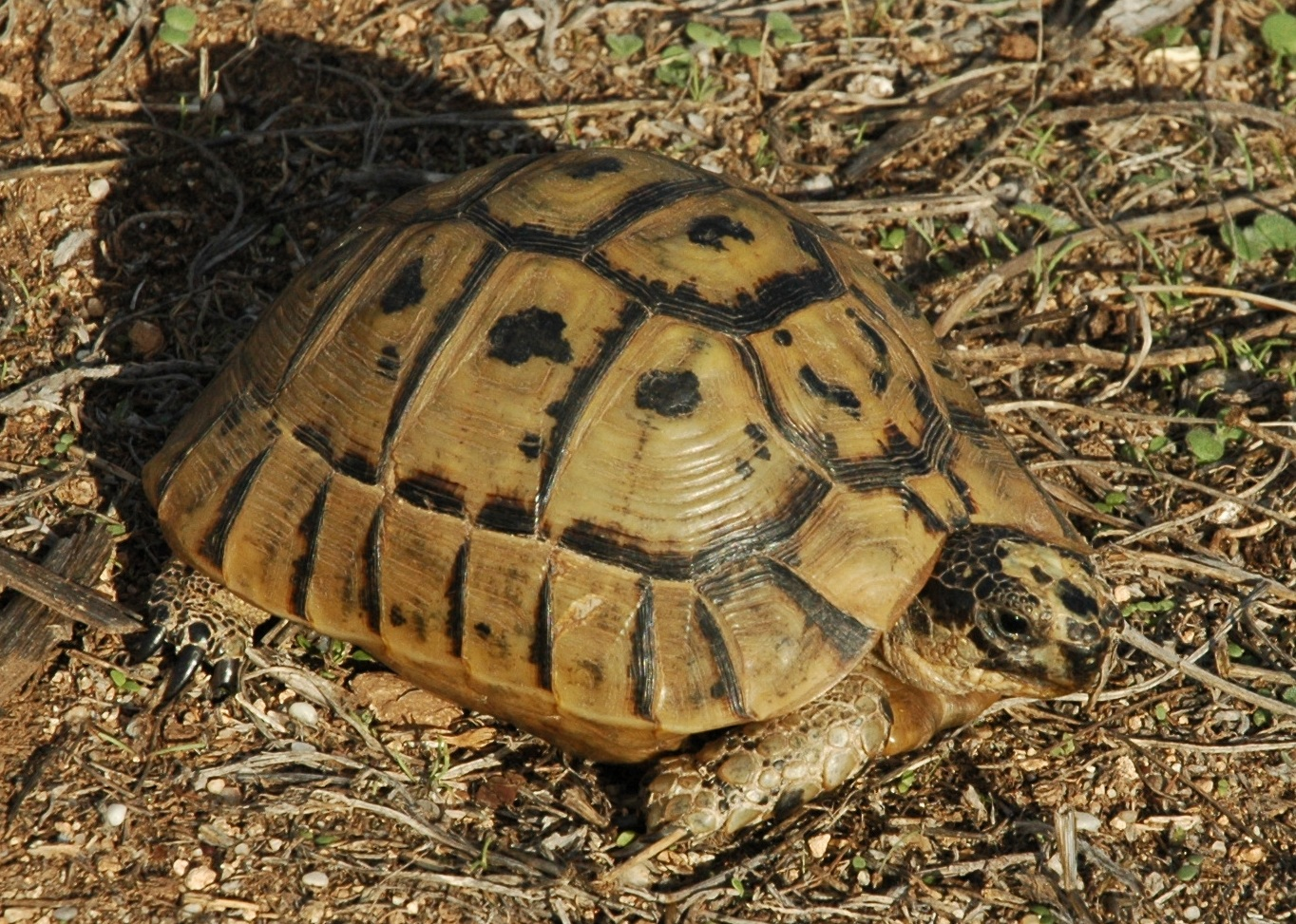
Maurische Landschildkröte

## Echsen(Sauria)
- Familie: Geckos (Gekkonidae)
  - Gattung: Cyrtopodion (Cyrtopodion)
    - Art: Cyrtopodion caspium (Cyrtopodion caspium);
      - Unterart: Cyrtopodion caspium insularis (Cyrtopodion caspium insularis)
- Familie: Agamen (Agamidae)
  - Gattung: Paralaudakia (Laudakia)
    - Art: Kaukasus-Agame (Laudakia caucasia);

  - Gattung: Trapelus (Trapelus)
    - Art: Trapelus ruderatus (Trapelus ruderatus);

  - Gattung: Krötenkopfagamen (Phrynocephalus)[3];
    - Art: Sonnengucker (Phrynocephalus helioscopus);
      - Unterart: Phrynocephalus helioscopus horvathi (Phrynocephalus helioscopus horvathi);

    - Art: Persischer Krötenkopf (Phrynocephalus persicus);

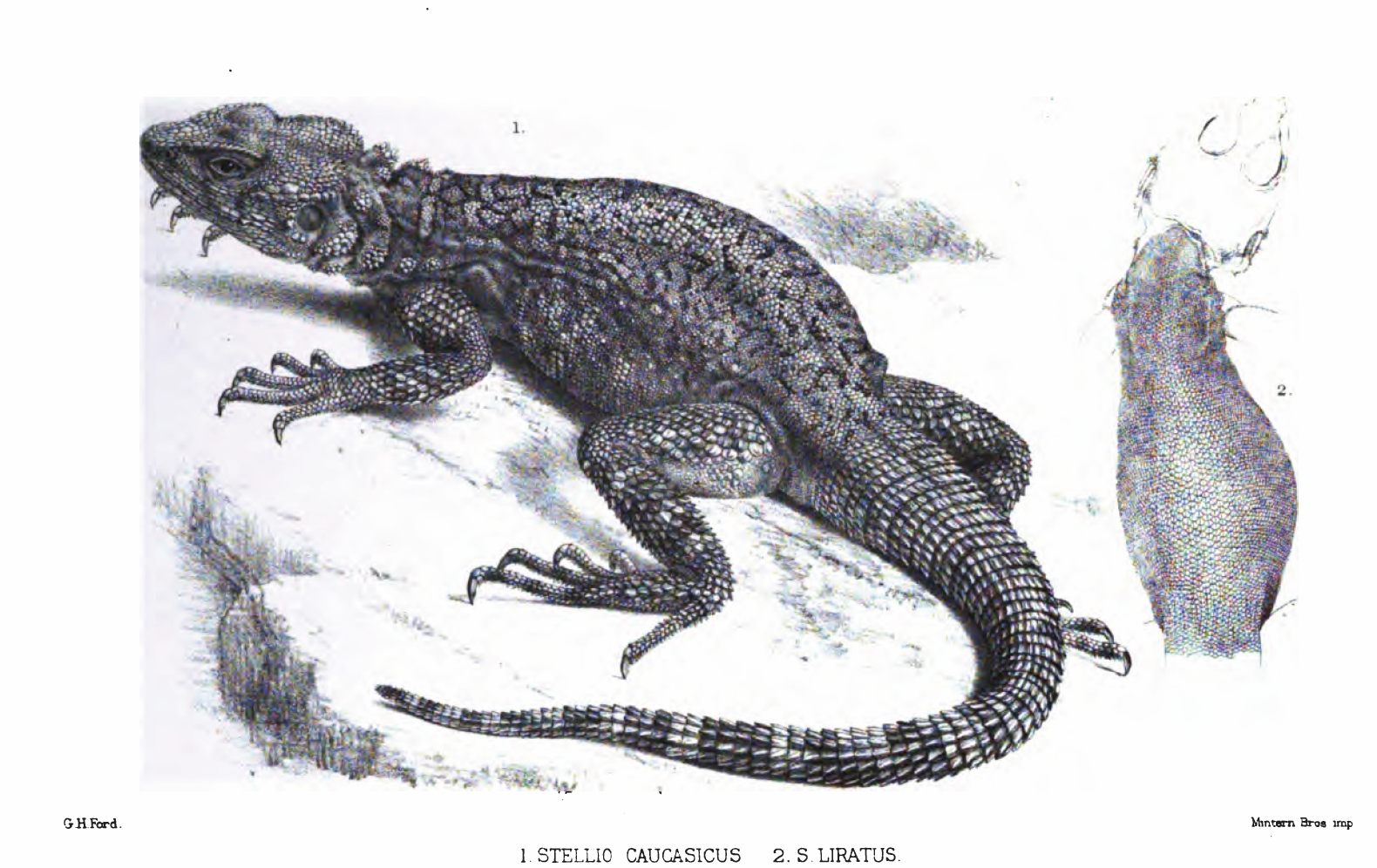
Kaukasus-Agame
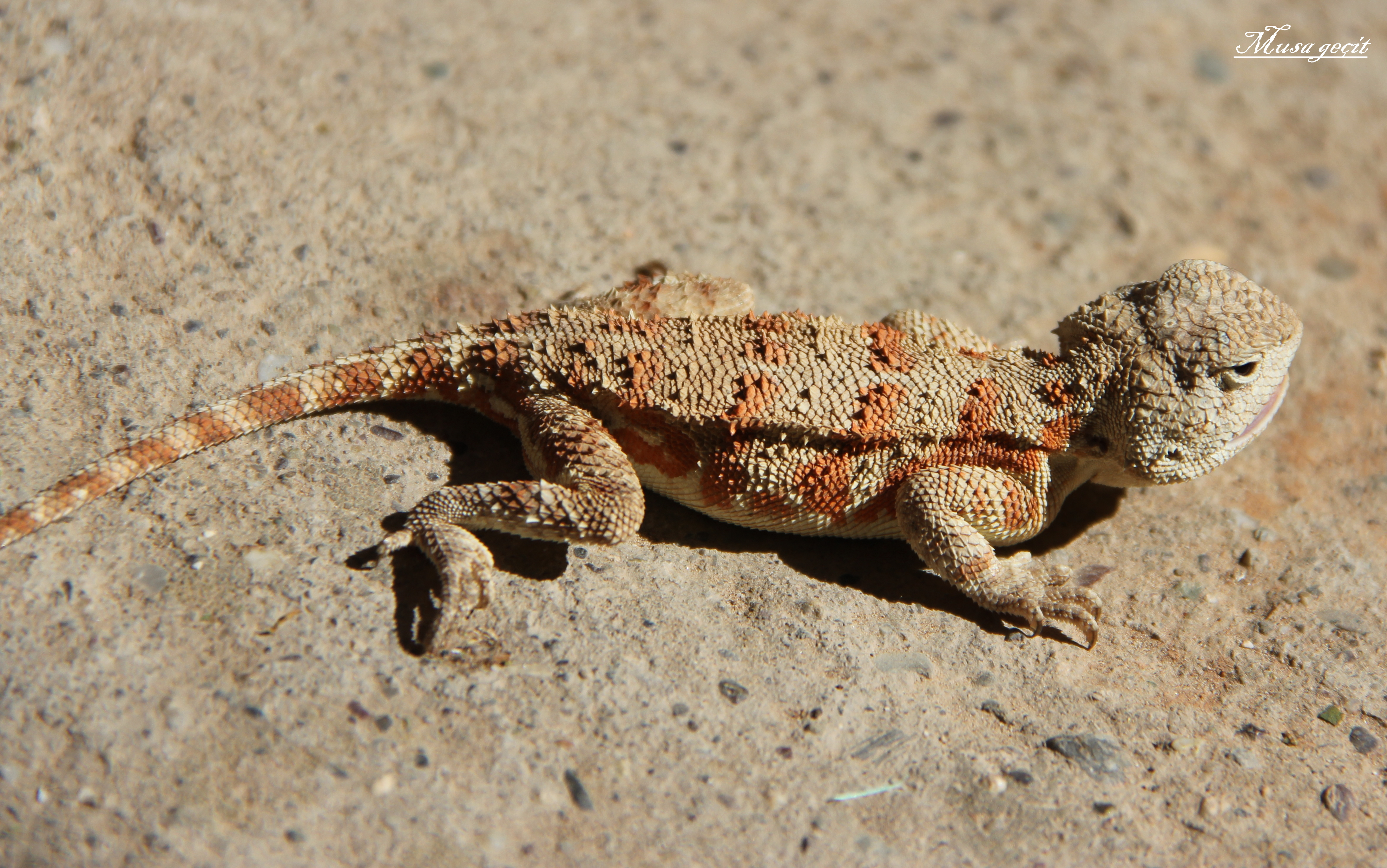
Trapelus ruderatus

- Familie: Schleichen (Anguidae)
  - Gattung: Anguis (Anguis)
    - Art: Blindschleiche (Anguis fragilis);

  - Gattung: Pseudopus (Pseudopus)
    - Art: Scheltopusik (Pseudopus apodus);

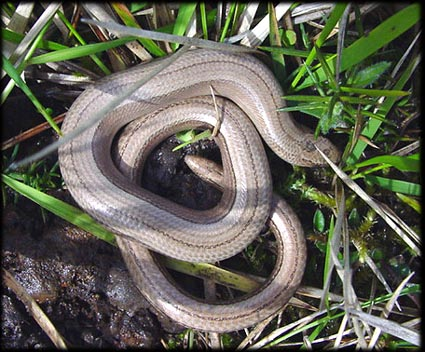
Blindschleiche
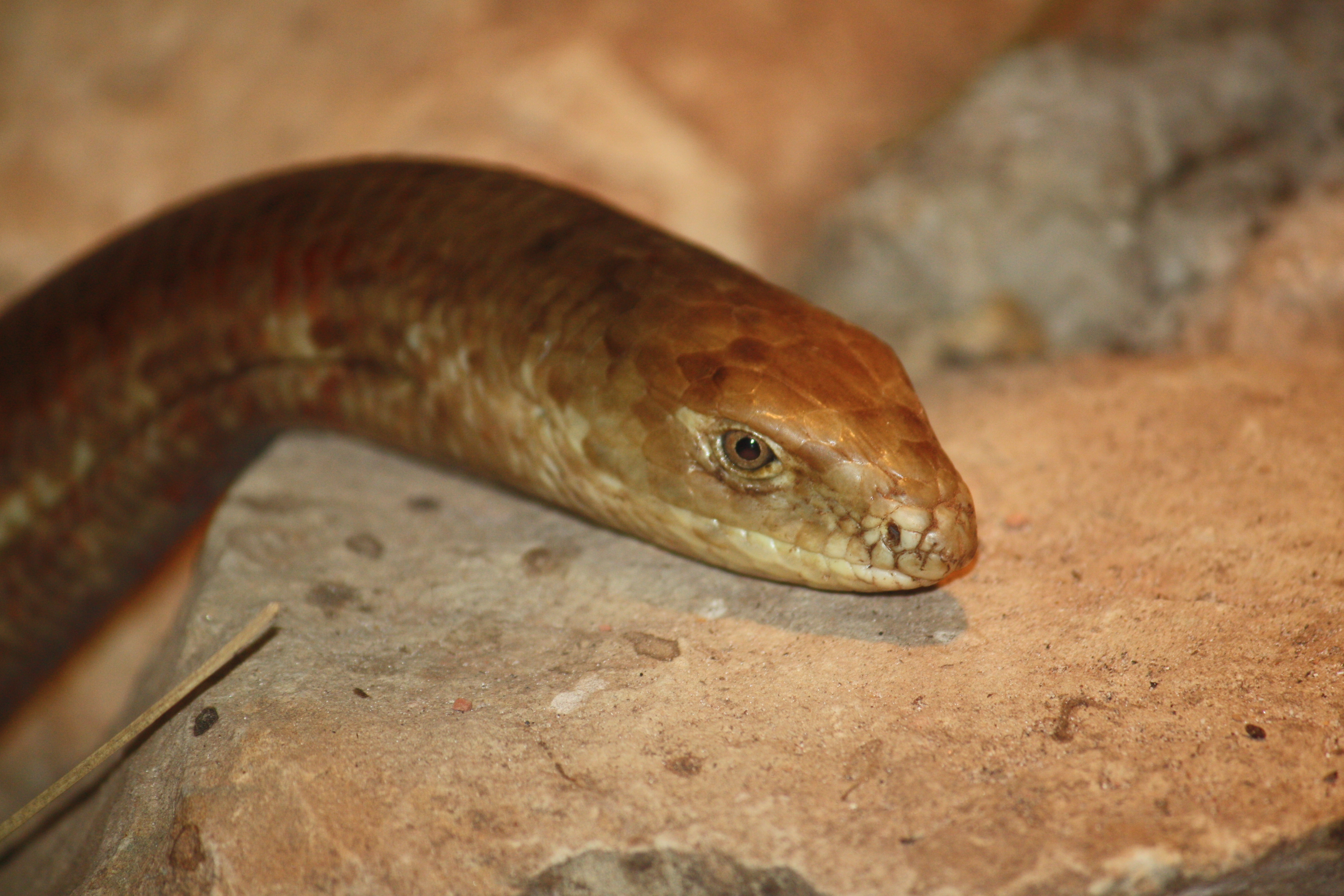
Scheltopusik

- Familie: Skinke (Scincidae)
  - Gattung: Natternaugen-Skinke (Ablepharus)
    - Art: Ablepharus bivittatus (Ablepharus bivittatus);
    - Art: Ablepharus pannonicus (Ablepharus pannonicus);

  - Gattung: Eumeces (Eumeces)
    - Art: Berberskink (Eumeces schneideri);

  - Gattung: Trachylepis (Trachylepis)
    - Art: Goldmabuye (Trachylepis aurata);
    - Art: Trachylepis septemtaeniata (Trachylepis septemtaeniata);

- Familie: Echte Eidechsen (Lacertidae)
  - Gattung: Kaukasische Felseidechsen (Darevskia)
    - Art: Armenische Felseidechse (Darevskia armeniaca);
    - Art: Kaukasische Felseidechse (Darevskia caucasica);
    - Art: Darevskia chlorogaster (Darevskia chlorogaster);
    - Art: Artviner Felseidechse (Darevskia derjugini);
    - Art: Darevskia portschinskii (Darevskia portschinskii);
    - Art: Kaukasische Wieseneidechse (Darevskia praticola);
    - Art: Darevskia raddei (Darevskia raddei);
    - Art: Darevskia rostombekovi (Darevskia rostombekovi);
    - Art: Kielschwanz-Felseidechse (Darevskia rudis);
    - Art: Darevskia valentini (Darevskia valentini);

  - Gattung: Wüstenrenner (Eremias)
    - Art: Steppenrenner (Eremias arguta)
    - Art: Transkaukasischer Wüstenrenner (Eremias pleskei)
    - Art: Strauchs Wüstenrenner (Eremias strauchi)
    - Art: Schneller Wüstenrenner (Eremias velox)

  - Gattung: Halsbandeidechsen (Lacerta)
    - Art: Zauneidechse (Lacerta agilis);
    - Art: Östliche Riesen-Smaragdeidechse (Lacerta media);
    - Art: Kaukasische Smaragdeidechse (Lacerta strigata);
    - Art: Brandts Eidechse (Lacerta brandtii);

  - Gattung: Schlangenaugen-Eidechsen (Ophisops)
    - Art: Europäisches Schlangenauge (Ophisops elegans);

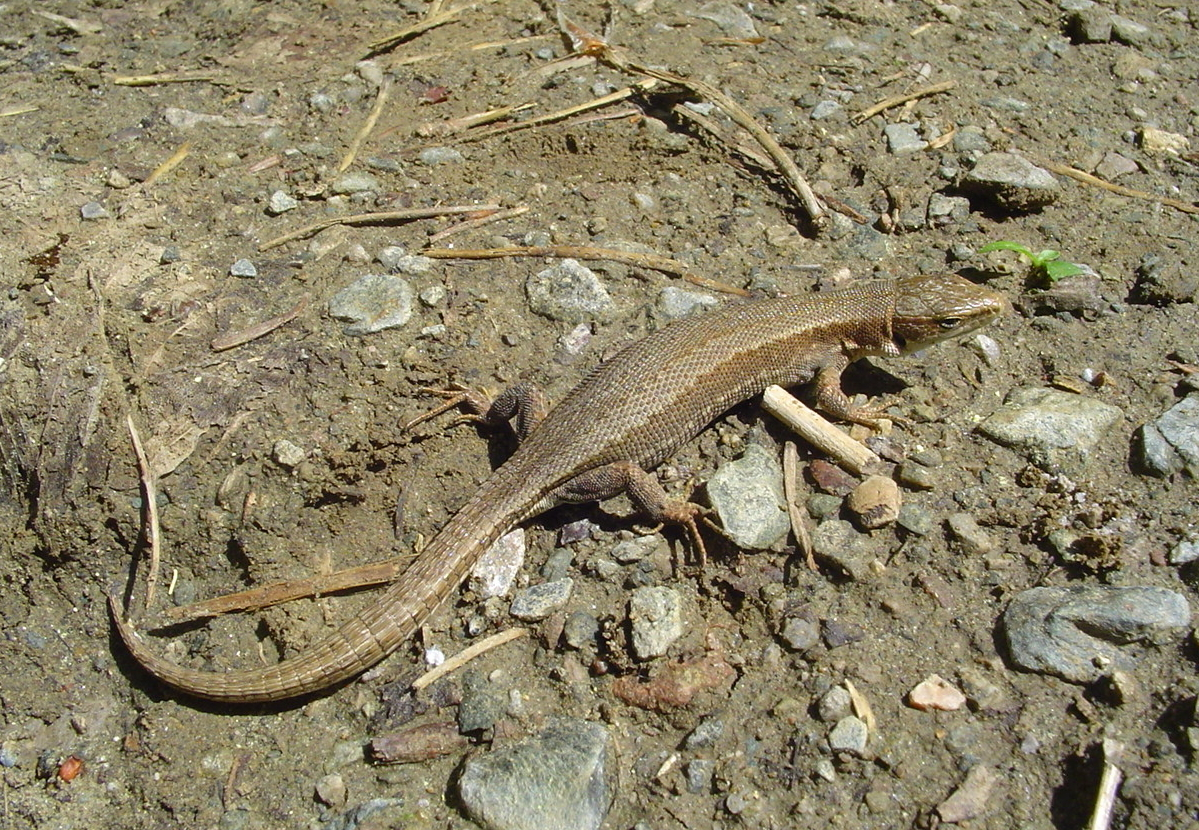
Kaukasische Wieseneidechse
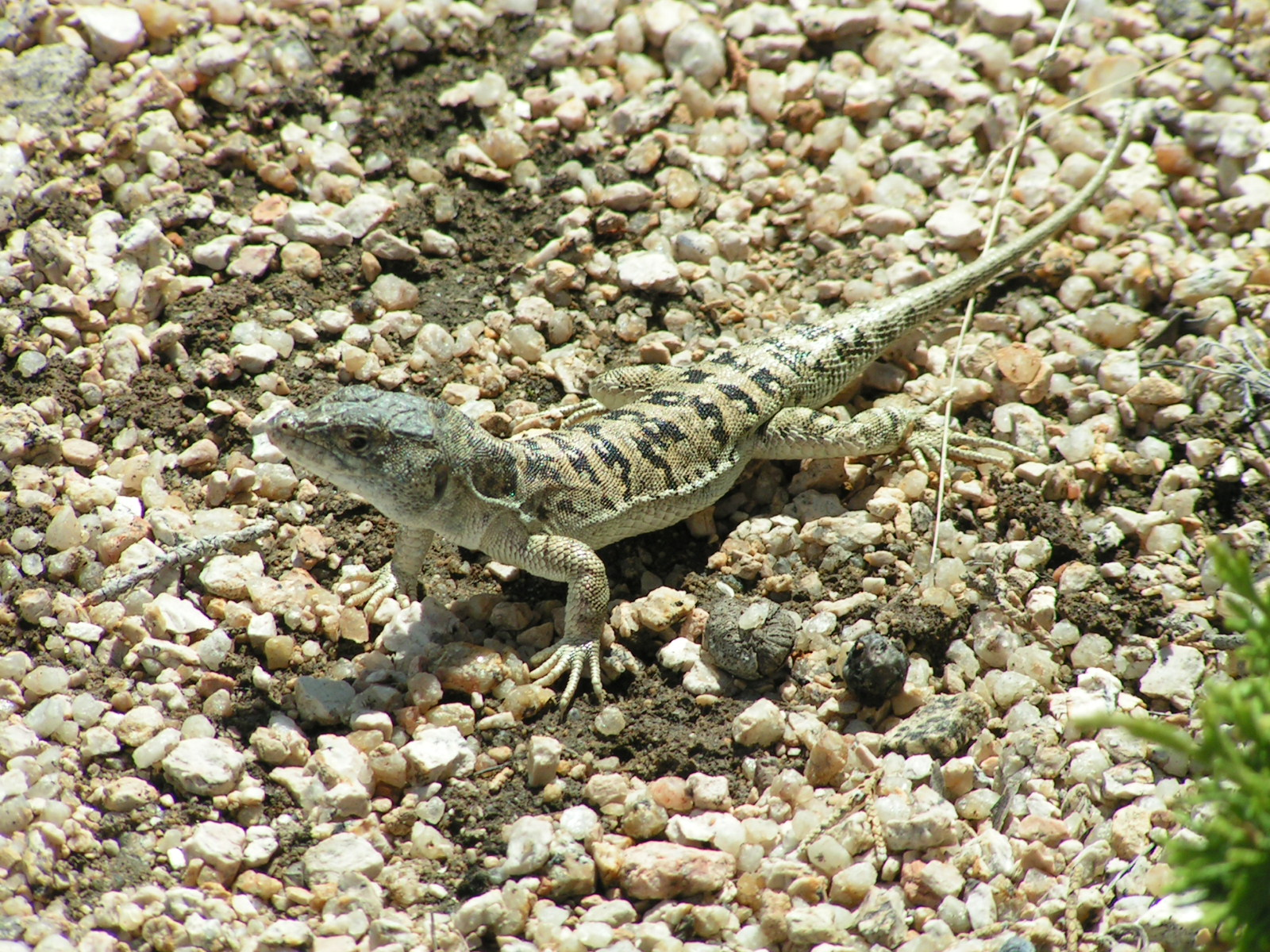
Steppenrenner
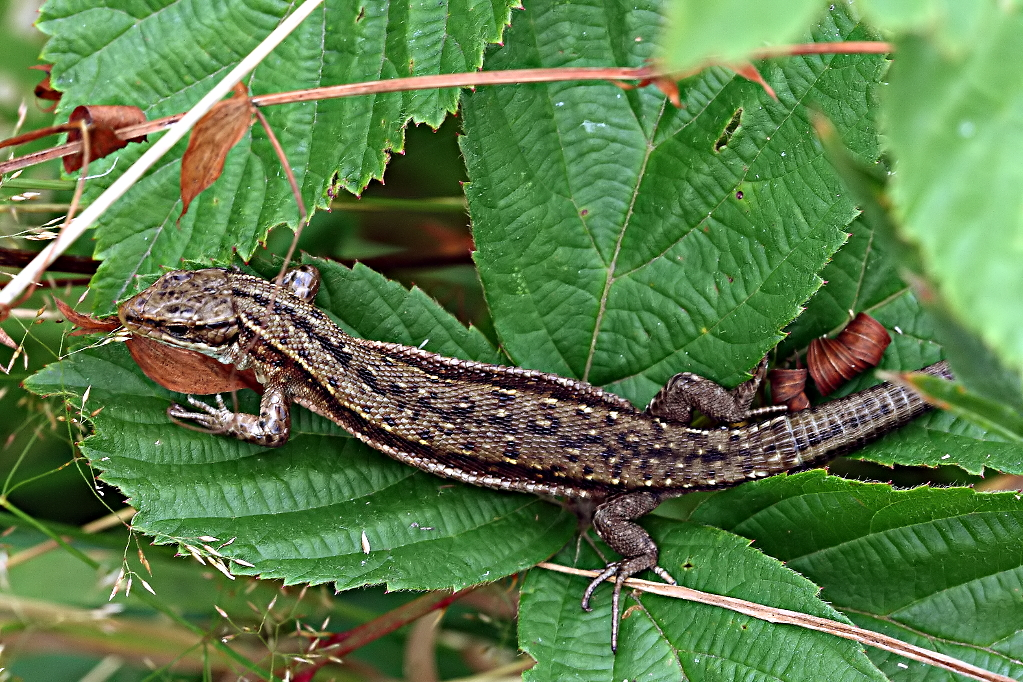
Zauneidechse
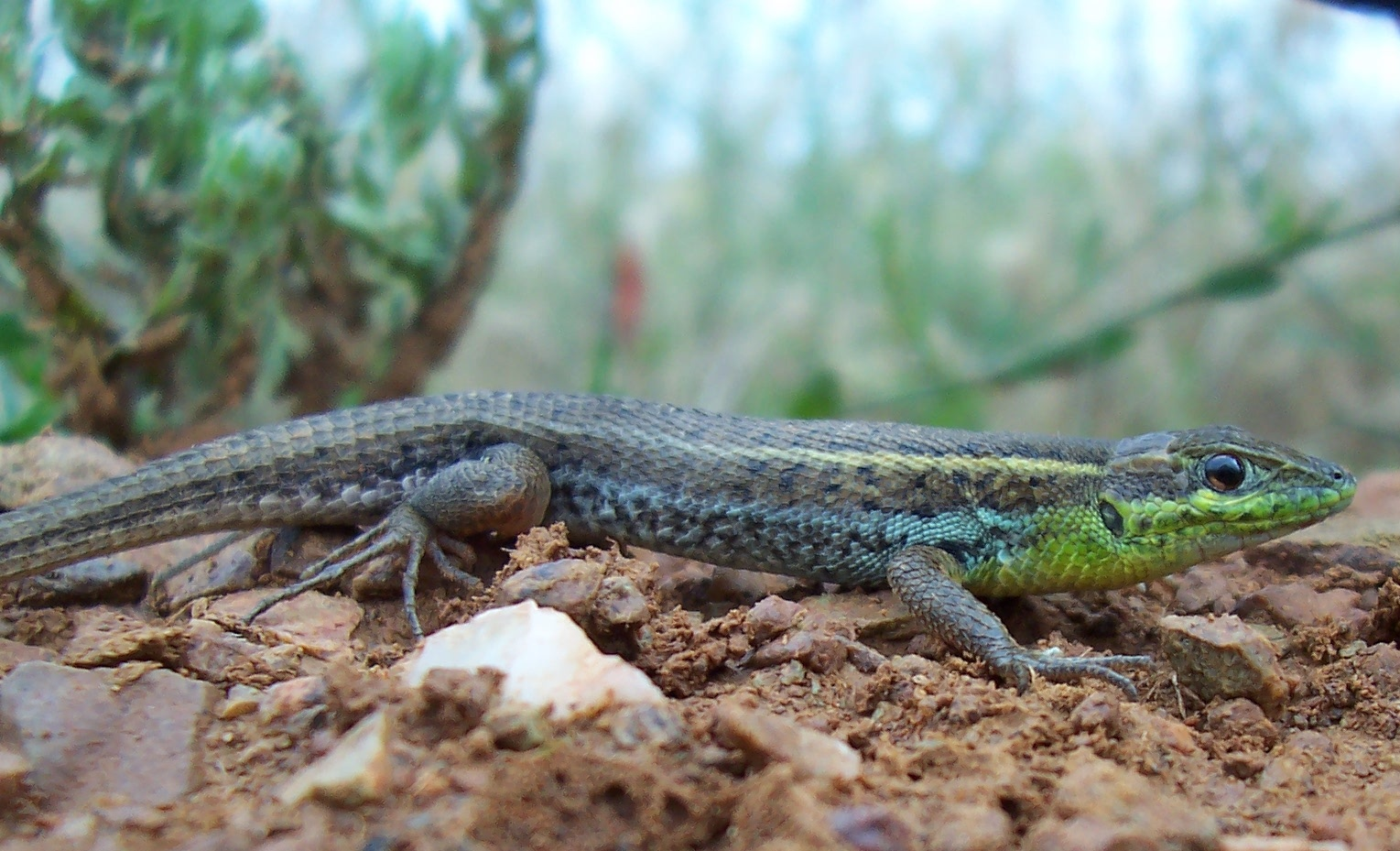
Europäisches Schlangenauge

## Schlangen(Serpentes)
- Familie: Blindschlangen, (Typhlopidae)
  - Gattung: Typhlops, (Typhlops)
    - Art: Blödauge (Typhlops vermicularis);
- Familie: Boas, (Boidae)
  - Gattung: Sandboas (Eryx)
    - Art: Westliche Sandboa (Eryx jaculus);

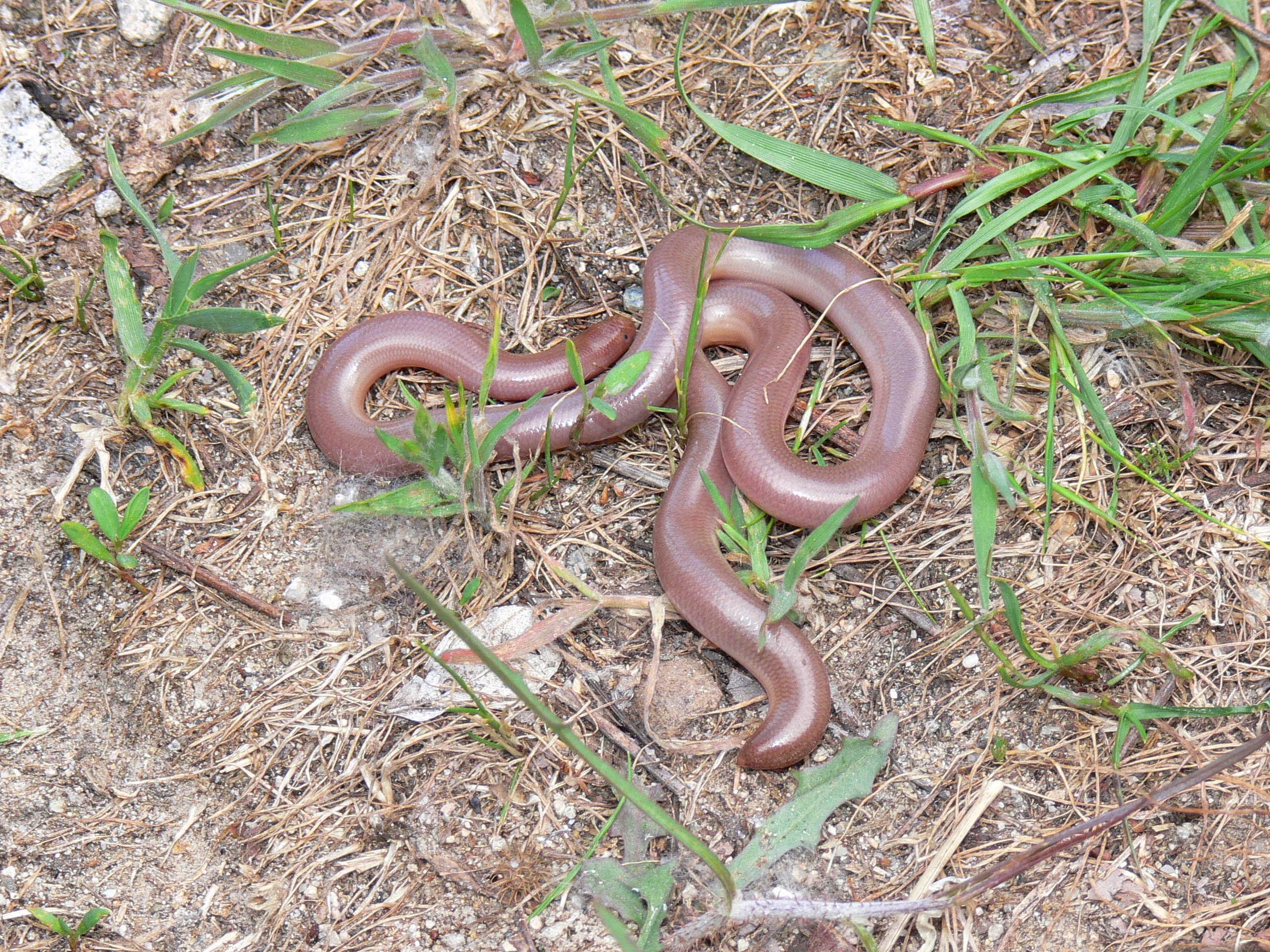
Blödauge
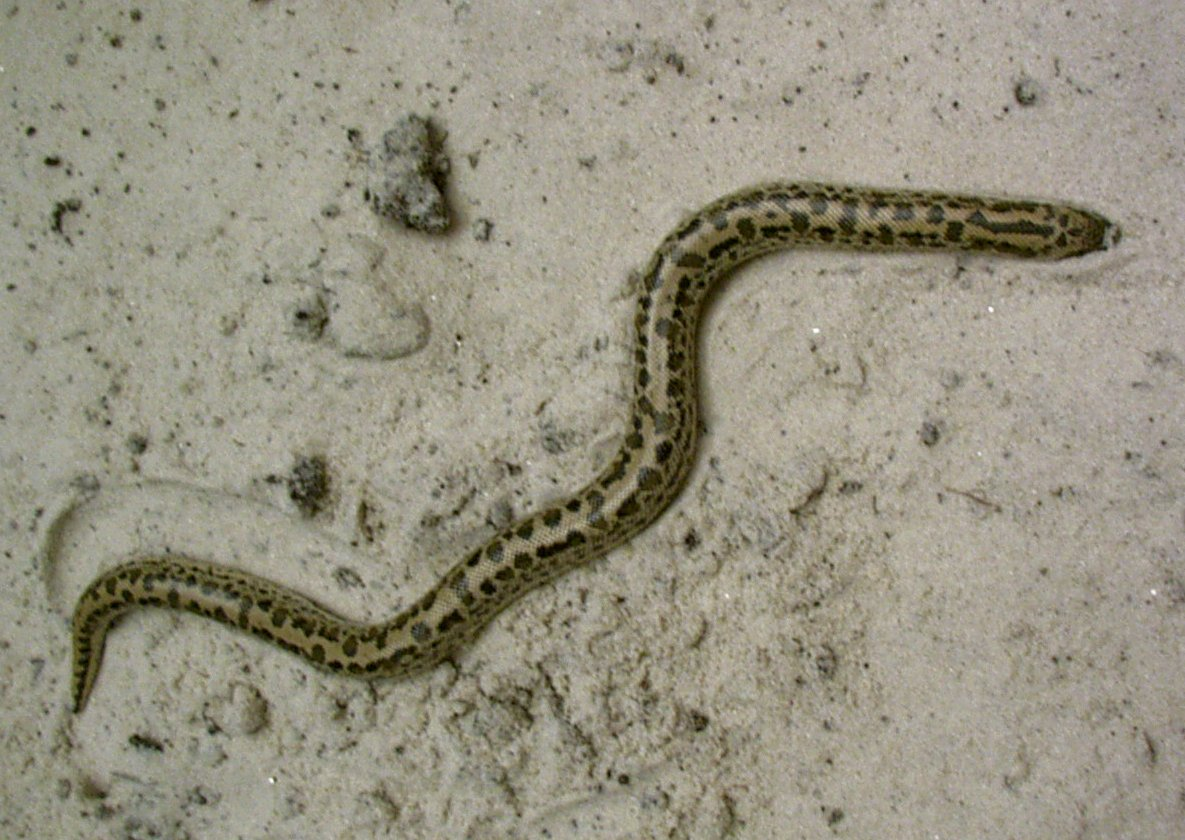
Westliche Sandboa

- Familie: Nattern (Colubridae)
  - Gattung: Zornnattern (Coluber)
    - Art: Schlanknatter (Coluber najadum);
      - Unterart: Coluber najadum albitemporalis (Coluber najadum albitemporalis)

    - Art: Ravergiers Zornnatter (Coluber ravergieri);

  - Gattung: Glattnattern (Coronella)
    - Art: Schlingnatter (Coronella austriaca);

  - Gattung: Zwergnattern (Eirenis)
    - Art: Dagestan Halsband-Zwergnatter (Eirenis collaris);
    - Art: Kopfbinden-Zwergnatter (Eirenis modestus);
    - Art: Armenische Zwergnatter (Eirenis punctatolineatus);

  - Gattung: Elaphe (Elaphe)
    - Art: Hohenackers Natter (Elaphe hohenackeri);
    - Art: Persische Natter (Elaphe persica);
    - Art: Fleckennatter (Elaphe sauromates);

  - Gattung: Dolichophis (Dolichophis)
    - Art: Balkan-Springnatter (Dolichophis caspius);
    - Art: Schmidts Pfeilnatter (Dolichophis schmidti);

  - Gattung: Eidechsennattern (Malpolon)
    - Art: Europäische Eidechsennatter (Malpolon monspessulanus);

  - Gattung: Europäische Wassernattern (Natrix)
    - Art: Großkopf-Ringelnatter (Natrix megalocephala);
    - Art: Ringelnatter (Natrix natrix);
    - Art: Würfelnatter (Natrix tesellata);

  - Gattung: Sandrennnattern (Psammophis)
    - Art: Steppen Sandrennnatter (Psammophis lineolatus);

  - Gattung: Rhinchocalamus (Rhinchocalamus)
    - Art: Schwarze Rhinchocalamus (Rhinchocalamus melanocephalus);

  - Gattung: Katzennattern (Telescopus)
    - Art: Europäische Katzennatter (Telescopus fallax);

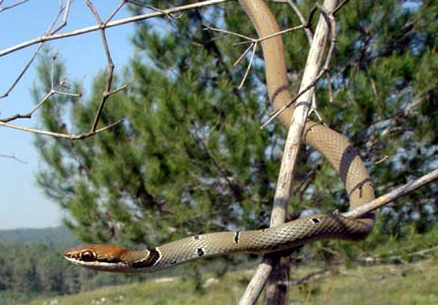
Schlanknatter
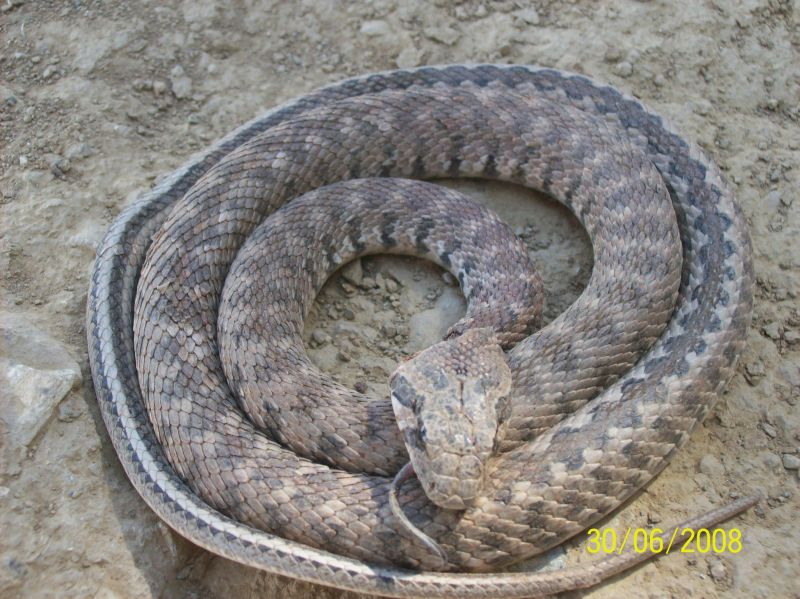
Ravergiers Zornnatter
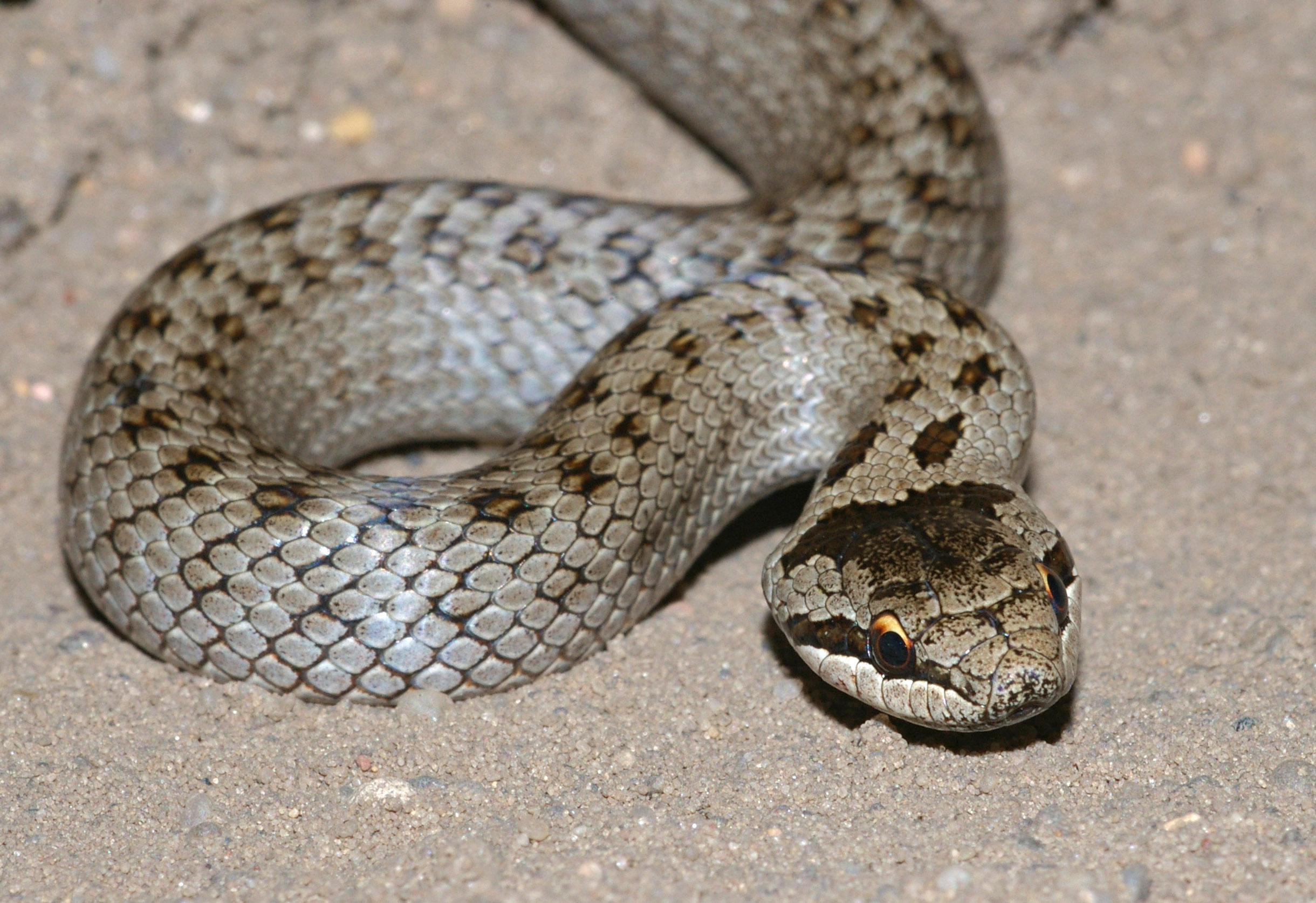
Schlingnatter
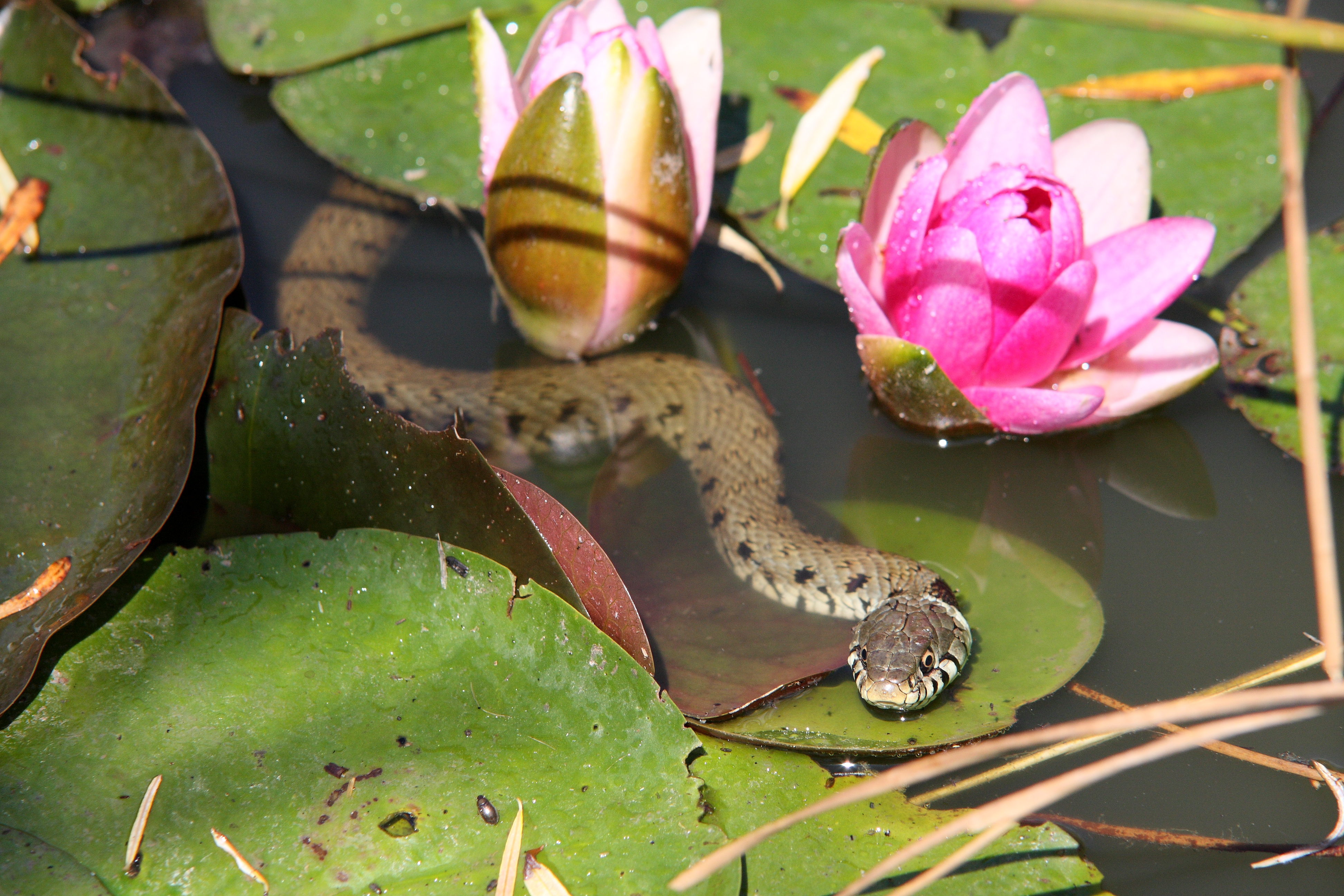
Ringelnatter
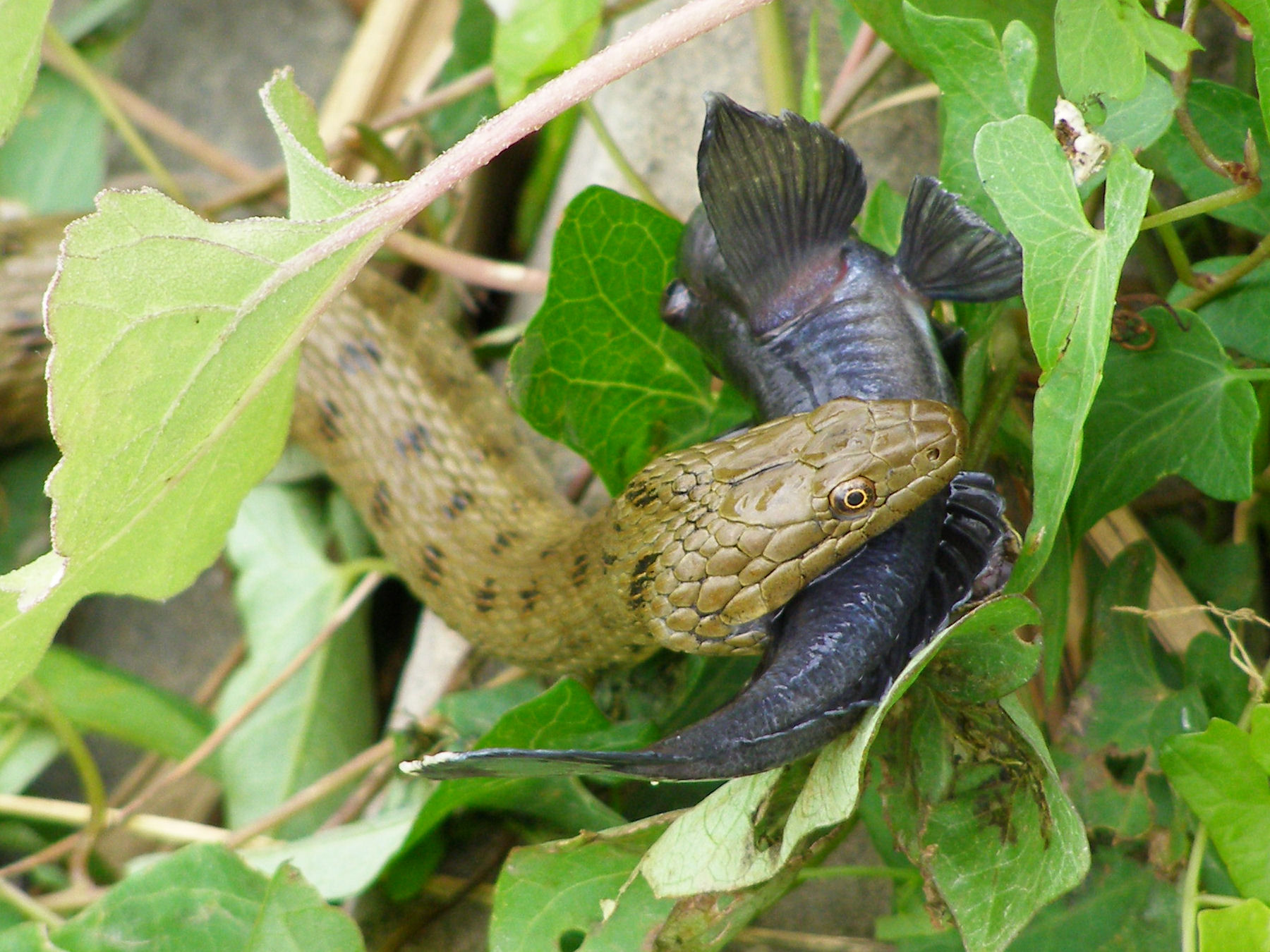
Würfelnatter
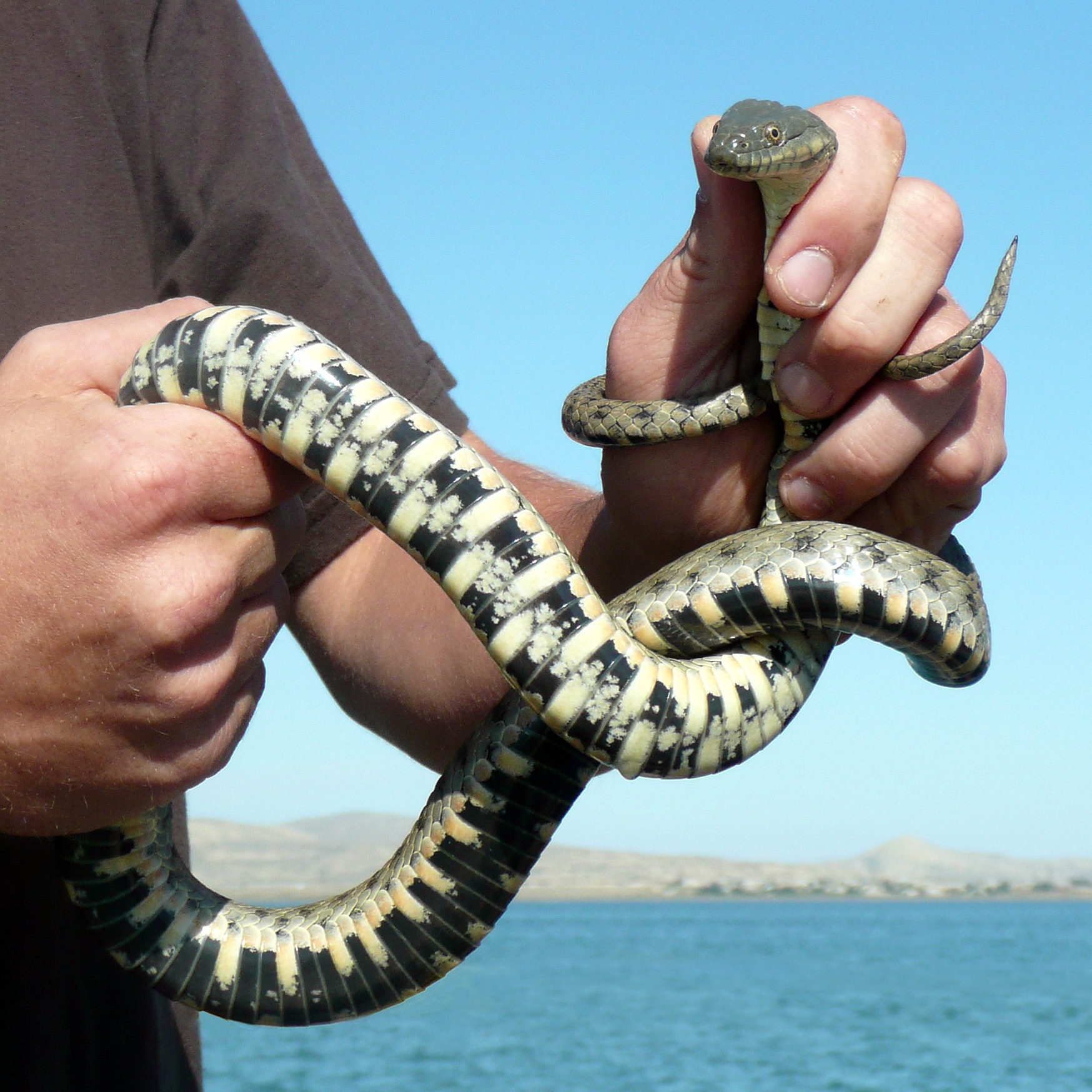
Großkopf-Ringelnatter
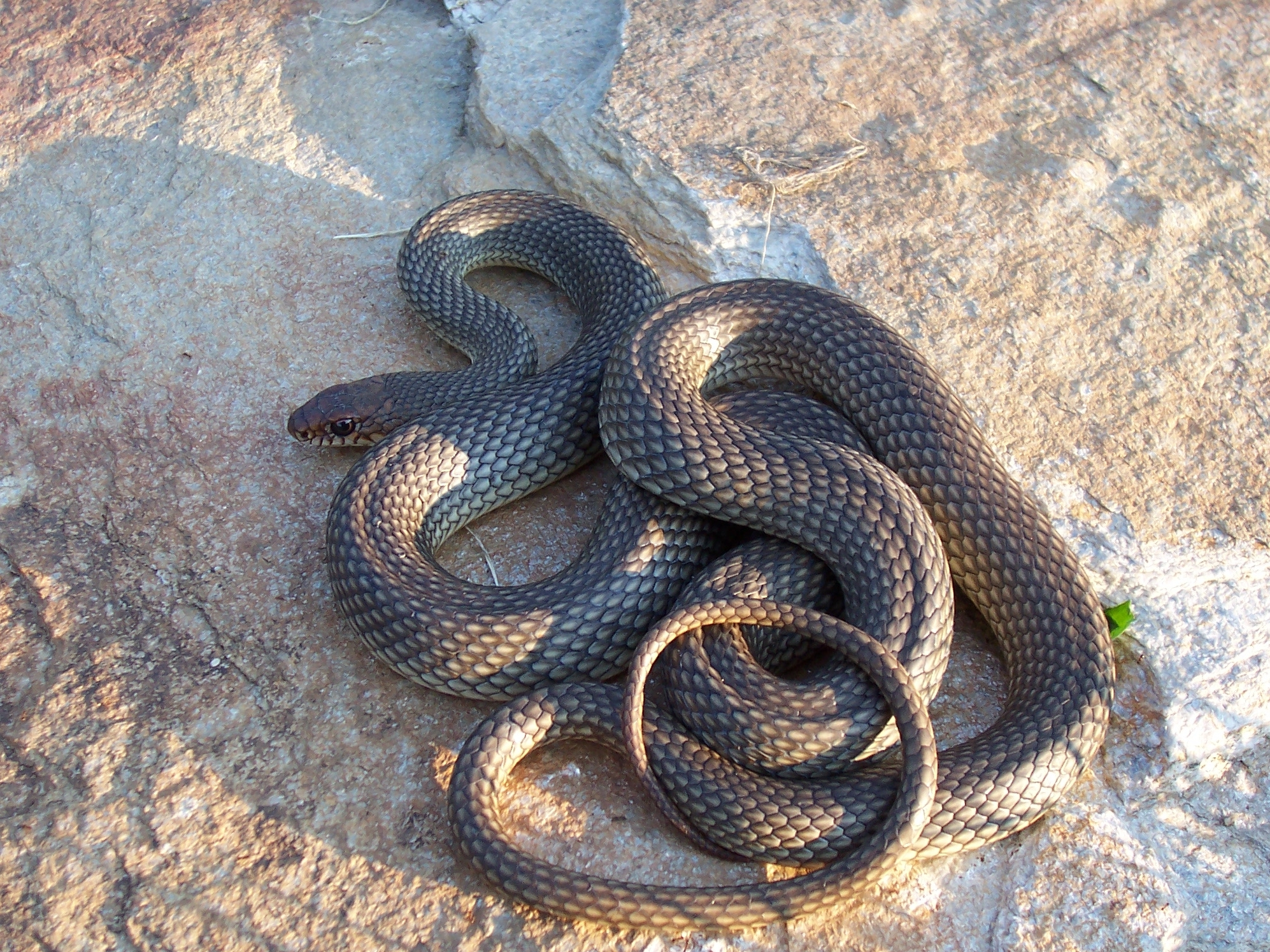
Balkan-Springnatter
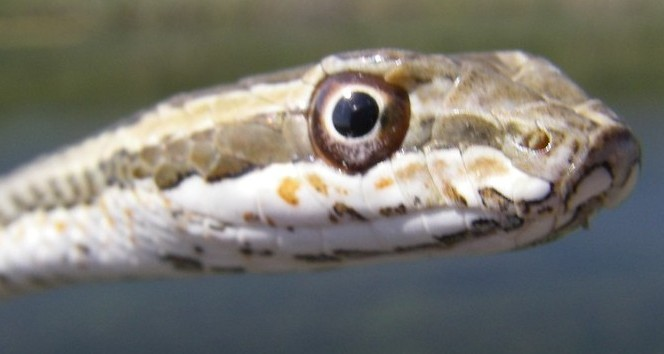
Steppen Sandrennnatter

- Familie: Vipern (Viperidae)
  - Gattung: Gloydius (Gloydius)
    - Art: Halysotter (Gloydius halys);

  - Gattung: Echte Ottern (Vipera)
    - Art: Westliche Kaukasusotter (Vipera dinniki);
    - Art: Armenische Bergotter (Vipera raddei);
    - Art: Kleinasiatische Bergotter (Vipera xanthina);
    - Art: Schamachiotter (Vipera shemakhensis);
    - Art: Steppenotter (Vipera renardi);
    - Art: Kaukasische Hornotter (Vipera transcaucasiana)

  - Gattung: Großvipern (Macrovipera)
    - Art: Levanteotter (Macrovipera lebetina);

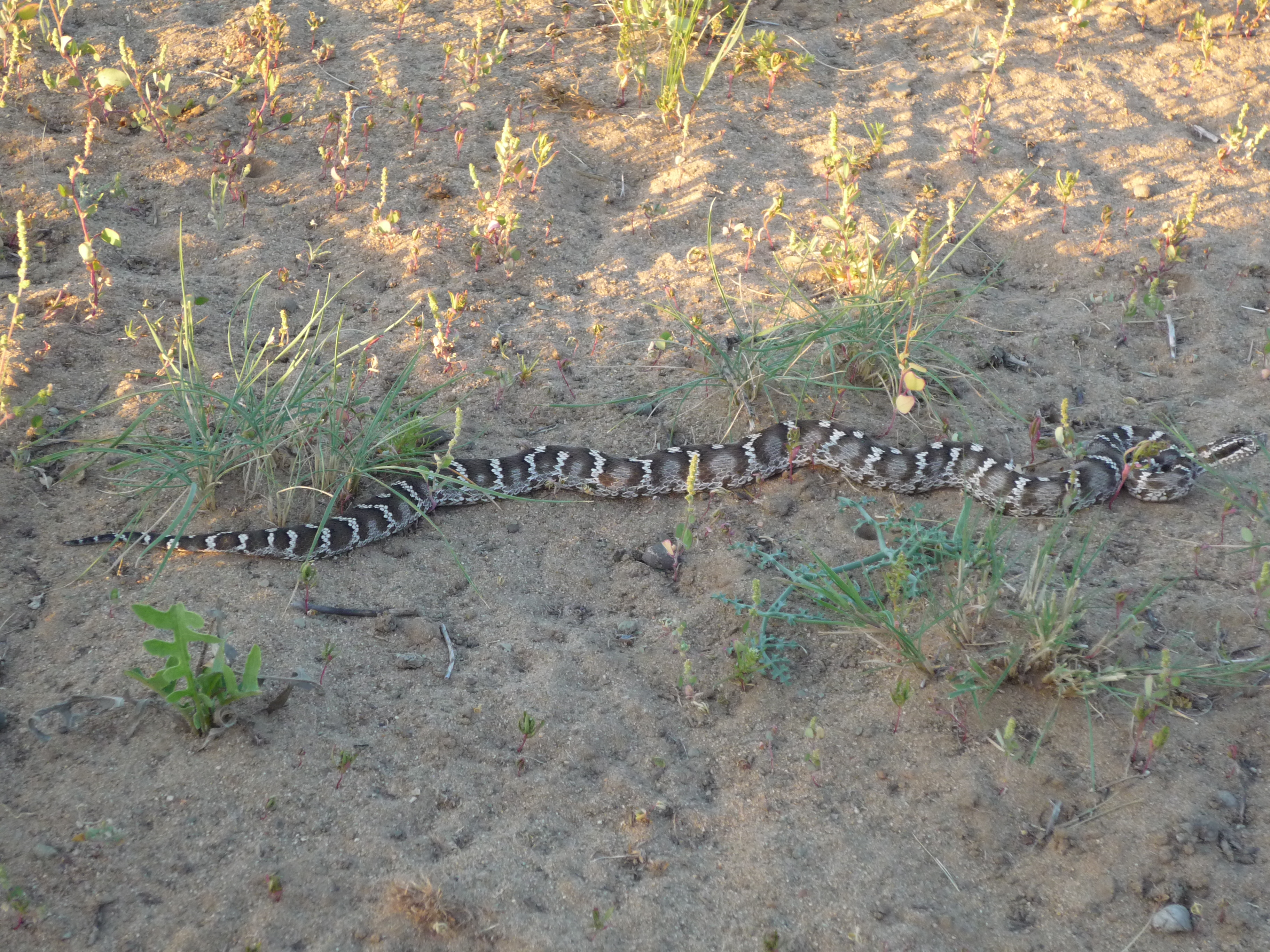
Halysotter
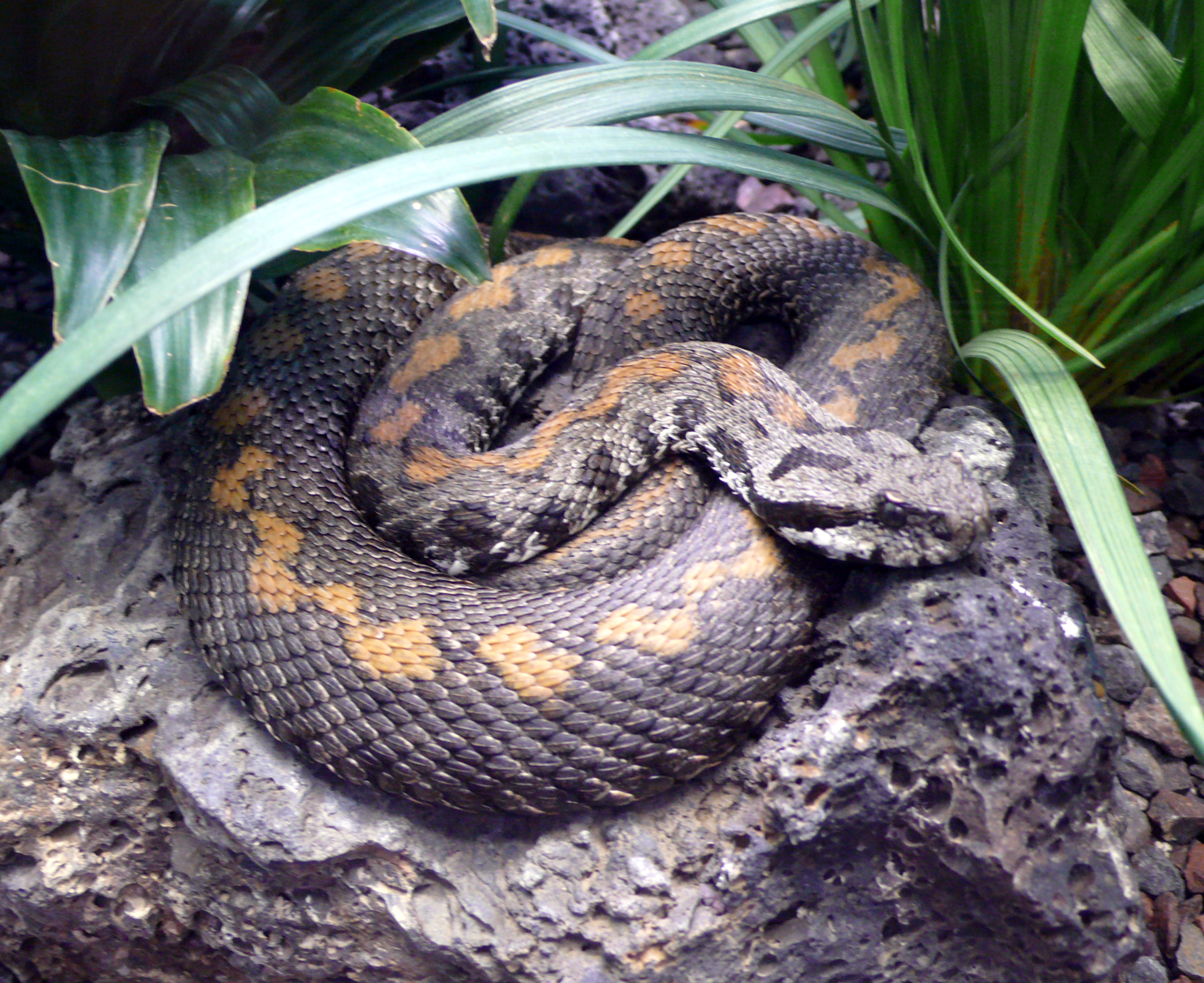
Armenische Bergotter
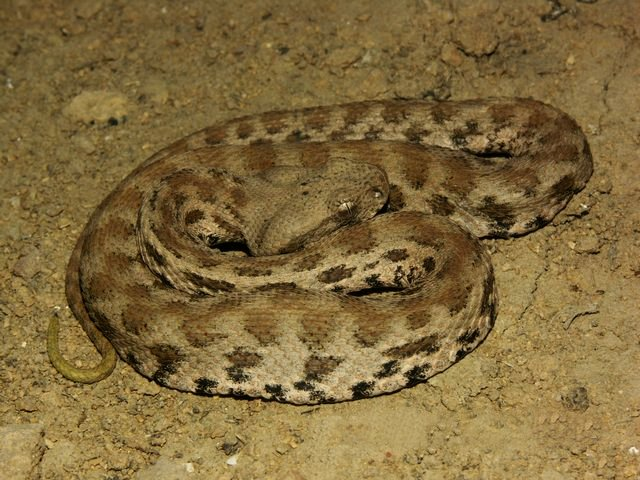
Levanteotter